# Copa del Rey 2002/03
Die Copa del Rey 2002/03 war die 99. Austragung des spanischen Fußballpokals.
Der Wettbewerb startete am 28. August 2002 und endete mit dem Finale am 28. Juni 2003 im Estadio Manuel Martínez Valero (Elche). Titelverteidiger des Pokalwettbewerbs war Deportivo La Coruña. Den Titel gewann RCD Mallorca durch einen 3:0-Erfolg im Finale gegen Recreativo Huelva. Damit qualifizierte sich der Verein für den UEFA-Pokal 2003/04.

## Erste Hauptrunde
Die Hinspiele wurden am 28. August, die Rückspiele am 4. September 2002 ausgetragen.
|                      | Gesamt          |                  | Hinspiel | Rückspiel |
| -------------------- | --------------- | ---------------- | -------- | --------- |
| Hércules Alicante    | 3:1             | UE Lleida        | 3:0      | 0:1       |
| FC Tomelloso         | 1:6             | Amurrio Club     | 1:4      | 0:2       |
| Cultural Leonesa     | 3:2             | Real Ávila       | 2:1      | 1:1       |
| CP Cacereño          | 4:0             | AD Ceuta         | 2:0      | 2:0       |
| UP Langreo           | 2:3             | FC Jerez         | 0:0      | 2:3       |
| UDA Gramenet         | 2:1             | CE Mataró        | 1:0      | 1:1       |
| CD Atlético Baleares | 0:5             | FC Novelda       | 0:2      | 0:3       |
| UD Fraga             | 0:7             | Real Unión       | 0:4      | 0:3       |
| UD Lanzarote         | (a)4:4(a)       | FC Pontevedra    | 2:1      | 2:3       |
| UD San Sebastián     | 2:1             | CD Marino        | 1:1      | 1:0       |
| CD Burriana          | 0:5             | FC Alicante      | 0:1      | 0:4       |
| FC Villanueva        | 0:3             | Ciudad de Murcia | 0:0      | 0:3       |
| FC Alondras          | 0:4             | CD Corralejo     | 0:1      | 0:3       |
| SD Lemona            | 3:1             | SD Noja          | 0:1      | 3:0       |
| CD Linares           | 0:0 (4:2 i. E.) | UD Mérida        | 0:0      | 0:0       |
| FC Orihuela          | 1:2             | FC Palamós       | 0:0      | 1:2       |
| FC Barakaldo         | 2:1             | CM Peralta       | 1:1      | 1:0       |

## Zweite Hauptrunde
Die Spiele wurden am 8., 10., 11. und 18. September sowie am 9. Oktober 2002 ausgetragen.
|                     | Ergebnis              |                     |
| ------------------- | --------------------- | ------------------- |
| UD Salamanca        | 0:4                   | Racing de Ferrol    |
| SD Lemona           | 0:3                   | CA Osasuna          |
| Hércules Alicante   | 2:1                   | FC Villarreal       |
| SD Compostela       | 0:1                   | Real Oviedo         |
| FC Terrassa         | 2:0                   | UD Levante          |
| UDA Gramenet        | 0:1                   | RCD Mallorca        |
| FC Novelda          | 3:2                   | FC Barcelona        |
| FC Palamós          | 6:1                   | FC Elche            |
| FC Barakaldo        | 1:3 n. V.             | Deportivo Alavés    |
| Amurrio Club        | 1:2                   | Athletic Bilbao     |
| CP Cacereño         | 0:2                   | Deportivo Xerez     |
| Real Unión          | 3:2                   | Racing Santander    |
| FC Getafe           | 2:1 n. V.             | UD Las Palmas       |
| UD Lanzarote        | 1:2                   | Atlético Madrid     |
| Real Saragossa      | 3:1                   | Real Sociedad       |
| CD Numancia         | 2:0                   | CD Teneriffa        |
| Sporting Gijón      | 1:2                   | Real Valladolid     |
| Cultural Leonesa    | 2:1                   | Rayo Vallecano      |
| FC Motril           | 1:1 n. V. (3:4 i. E.) | CD Badajoz          |
| FC Burgos           | 0:1                   | Celta Vigo          |
| FC Alicante         | 1:0                   | Espanyol Barcelona  |
| Real Jaén           | 0:3                   | FC Sevilla          |
| Gimnàstic Tarragona | 0:0 n. V. (4:5 i. E.) | FC Valencia         |
| FC Extremadura      | 1:1 n. V. (1:4 i. E.) | FC Málaga           |
| UD San Sebastián    | 1:8                   | Real Madrid         |
| CD Linares          | 1:0                   | CD Leganés          |
| FC Jerez            | 0:3                   | Betis Sevilla       |
| UD Almería          | 3:2 n. V.             | FC Córdoba          |
| Albacete Balompié   | 1:2                   | SD Eibar            |
| CD Corralejo        | 1:2                   | Deportivo La Coruña |
| Real Murcia         | 1:0                   | Polideportivo Ejido |
| FC Villanueva       | 1:2                   | Recreativo Huelva   |

## Dritte Hauptrunde
Die Spiele wurden am 5., 6. und 7. November 2002 ausgetragen.
|                   | Ergebnis              |                     |
| ----------------- | --------------------- | ------------------- |
| FC Novelda        | 0:3                   | FC Terrassa         |
| Hércules Alicante | 0:0 n. V. (3:4 i. E.) | RCD Mallorca        |
| Racing de Ferrol  | 3:4                   | Deportivo La Coruña |
| Real Unión        | 2:1                   | Athletic Bilbao     |
| SD Eibar          | 0:0 n. V. (6:7 i. E.) | CA Osasuna          |
| FC Palamós        | 3:6 n. V.             | Betis Sevilla       |
| Real Oviedo       | 0:4                   | Real Madrid         |
| FC Getafe         | 1:2 n. V.             | Real Valladolid     |
| Cultural Leonesa  | 0:2                   | Atlético Madrid     |
| Real Murcia       | 1:0                   | CD Badajoz          |
| Deportivo Xerez   | 2:0                   | FC Málaga           |
| Real Saragossa    | 1:2                   | Deportivo Alavés    |
| CD Linares        | 1:2                   | FC Sevilla          |
| UD Almería        | 0:1                   | Recreativo Huelva   |
| FC Alicante       | 3:3 n. V. (5:4 i. E.) | FC Valencia         |
| CD Numancia       | 1:0                   | Celta Vigo          |

## Achtelfinale
Die Hinspiele wurden am 7. und 8. Januar, die Rückspiele am 14. und 15. Januar 2003 ausgetragen. Es galt die Auswärtstorregel.
|                 | Gesamt |                     | Hinspiel | Rückspiel |
| --------------- | ------ | ------------------- | -------- | --------- |
| FC Alicante     | 2:5    | Deportivo La Coruña | 1:1      | 1:4       |
| Real Murcia     | 2:1    | Deportivo Alavés    | 0:0      | 2:1       |
| Betis Sevilla   | 0:1    | Recreativo Huelva   | 0:0      | 0:1       |
| FC Terrassa     | 5:7    | Real Madrid         | 3:3      | 2:4       |
| RCD Mallorca    | 6:3    | Real Valladolid     | 2:2      | 4:1       |
| Real Unión      | 1:5    | CA Osasuna          | 0:4      | 1:1       |
| CD Numancia     | 2:5    | FC Sevilla          | 1:3      | 1:2       |
| Deportivo Xerez | 0:4    | Atlético Madrid     | 0:1      | 0:3       |

## Viertelfinale
Die Hinspiele wurden am 22. und 23. Januar, die Rückspiele am 28., 29. und 30. Januar 2003 ausgetragen. Es galt die Auswärtstorregel.
|                     | Gesamt    |                 | Hinspiel | Rückspiel |
| ------------------- | --------- | --------------- | -------- | --------- |
| Deportivo La Coruña | (a)4:4(a) | Real Murcia     | 1:0      | 3:4       |
| Recreativo Huelva   | 1:0       | Atlético Madrid | 1:0      | 0:0       |
| FC Sevilla          | 3:4       | CA Osasuna      | 1:1      | 2:3       |
| Real Madrid         | 1:5       | RCD Mallorca    | 1:1      | 0:4       |

## Halbfinale
Die Hinspiele wurden am 5. und 6. Februar, die Rückspiele am 5. März 2003 ausgetragen. Es galt die Auswärtstorregel.
|                     | Gesamt |              | Hinspiel | Rückspiel |
| ------------------- | ------ | ------------ | -------- | --------- |
| Deportivo La Coruña | 3:4    | RCD Mallorca | 2:3      | 1:1       |
| Recreativo Huelva   | 4:2    | CA Osasuna   | 2:0      | 2:2       |

## Finale
| RCD Mallorca                                            | RCD Mallorca | Recreativo Huelva | Recreativo Huelva |
| ------------------------------------------------------- | --- | --- | ----------------- |
| RCD Mallorca                                            | \| 28. Juni 2003 in Elche (Estadio Manuel Martínez Valero) \| \| Ergebnis: 3:0 (1:0) \| \| Zuschauer: 35.000 \| \| Schiedsrichter: Eduardo Iturralde González \|                                                                                | \| 28. Juni 2003 in Elche (Estadio Manuel Martínez Valero) \| \| Ergebnis: 3:0 (1:0) \| \| Zuschauer: 35.000 \| \| Schiedsrichter: Eduardo Iturralde González \|                                                                                   | Recreativo Huelva |
| RCD Mallorca                                            | Leo Franco – David Cortés, Miguel Ángel Nadal , Fernando Niño, Poli – Álvaro Novo, Harold Lozano, Albert Riera, Ariel Ibagaza (85. Marcos) – Samuel Eto’o (87. Alejandro Campano), Walter Pandiani (81. Carlitos) Cheftrainer: Gregorio Manzano | José Antonio Luque – Juan Merino (69. Óscar Arpón), Lorenzo Morón, Alex Pereira, Mariano Pernía – Emilio Viqueira, Diego Camacho, Ignacio Benítez (77. Joãozinho), Mario Bermejo (41. Xisco) – Javi García, Raúl Molina Cheftrainer: Lucas Alcaraz | Recreativo Huelva |
| RCD Mallorca                                            | 1:0 Walter Pandiani (20., Elfm.) 2:0 Samuel Eto’o (73.) 3:0 Samuel Eto’o (84.) | | Recreativo Huelva |
| RCD Mallorca                                            | Hárold Lozano (52.), Walter Pandiani (65.), Fernando Niño (77.) | Lorenzo Morón (20.), Juan Merino (29.), Alex Pereira (65.) | Recreativo Huelva |
| 28. Juni 2003 in Elche (Estadio Manuel Martínez Valero) | | |                   |
| Ergebnis: 3:0 (1:0)                                     | | |                   |
| Zuschauer: 35.000                                       | | |                   |
| Schiedsrichter: Eduardo Iturralde González              | | |                   |